# Турски бастион
Турският бастион е отбранително съоръжение в Стария град на Каменец Подолски. Паметник на градоустройството и архитектурата на Украйна с национално значение. Както отбелязват експертите, „в историята на градската фортификация, паметникът е един от примерите за логичното завършване на стратегически важен на различните етапи отбранителен пункт“. Бастионът е бил част от системата на северозападните укрепления на Каменец Подолски (тези укрепления се наричат още „Горната Полска врата“). Турският бастион е голяма сводеста структура, с четири аркади. Други негови названия са топовния рондел (вид бастион), моминския рондел, форт Далке.

## История на паметника
Укрепления на това място, изключително удобни за обстрел на пътя, водещ към града, са съществували и преди това. Турците, превзели Каменец Подолски през 1672 г., подобряват фортификацията, използвайки камъни от разрушен доминикански манастир. Жителите на града иронично наричат укрепленията „момичешки саксии“.
През 1753 г. немският инженер Кристиан Далке, който е бил комендант на крепостта, реконструира укрепленията. Оттук и другото им име – форт Далке. В началото на XIX век, на бастиона е построен продоволствен склад, по проект на военния инженер Дементи Мелешченов. Каменните сводове на Казематите, които започват да се рушат в началото на XIX век, са подсилени с каменни и дървени стълбове и след това напълно заменени. След това помещенията на казематите започват да се използват като складове.
През 1856 г. местният театрален деец Ян Пекарски превръща склада на бастиона в театър. През първите пет години пиесите се поставят на полски, а от 1861 г. на руски. Киевски журналист, посетил Каменец Подолски през 1863 г., пише: „Още едно от обществените удоволствия – театърът – почти не работи. Там са поставяни сантиментални руски пиеси като Параша-сибирячка. Местата остават празни, с изключение на тези за градските ръководители и военни, но дори и там не е забавно. Театърът се намираше в някаква стара пристройка към градската стена, бюфетът е тесен и незначителен – пълна скука“.
През май 1918 г. театърът изгаря. За неговият външен вид може да се съди само по останалата от Степан Николаев фотография. Заедно с него изчезва и малката Театрална улица, която минава тук.
Турският бастион е бил свързан с Вятърната порта чрез здрава каменна стена. В началото на ХХ век, за да се подобрят условията за преминаване, участък от защитната стена, западно от Вятърната порта, е премахнат.
През 1965 г. са извършени консервационни дейности на бастиона.

## Архитектурни особености
Бастионът по план е почти квадратен, със страни от 35,5 метра. Западната и южната стена са запълнени с аркади: 4-проходна – от запад и 2-проходна – от юг. Височината на бастиона от страната на южната аркада е повече от 11 m, от западната страна – повече от 9 m. Противоположната страна на бастиона, от страната на града, е два пъти по-ниска (в днешно време разрушените ѝ останки са запълнени).
Четирите стаи на старите каземати имат анфиладна структура по план. Размерите на помещенията са еднакви: ширина 6 m, дължина 9 m. Входът към тях е през каменно преддверие в ъгловия каземат. Всички помещения са със кутиевидни сводове и запълнени до половината от височината им.